# Надија Свитлична
Надија Свитлична (укр. Наді́я Олексі́ївна Світли́чна; Луганска област, 8. новембар 1936 — Ирвингтон, 8. август 2006) је била совјетски дисидент, активиста за људска права и активни члан украјинске хелсиншке групе. Била је писац и једно времеполитички затвореник Совјетског Савеза.

## Биографија
Рођена је 8. новембра 1936. у Луганској области. Након што је емигрирала у Сједињене Америчке Државе у новембру 1978. је постала члан, заједно са генералом Петром Григоренком и Леонидом Ивановичем Пљушом, спољног представништва украјинске хелсиншке групе и тако је наставила свој рад у борби за људска и национална права Украјине. Године 1994. је примила Шевченкову националну награду Украјине. Преминула је 8. августа 2006. у Ирвингтону. Украјински председник Виктор Јушченко ју је похвалио изјавивши да су њени ставови, начин живота и вредности које је пренела на следећу генерацију оставили допринос за милион наредних украјинских патриота.